# Jerzy Kossela
Jerzy Kossela (ur. 15 lipca 1942 w Częstochowie, zm. 7 stycznia 2017 w Gdyni) – polski gitarzysta, wokalista, autor tekstów i kompozytor. Współzałożyciel i członek zespołów Elektron, Niebiesko-Czarni, Pięciolinie i Czerwone Gitary.

## Życiorys
Urodził się 15 lipca 1942 w Częstochowie. Nosił nazwisko Kossela, podobnie jak większość rodziny, jedynie jego rodzice w wyniku administracyjnej pomyłki mieli nazwisko Kosela. W pierwszych latach życia mieszkał w domu przy ul. Warszawskiej, po czym w 1946 lub 1947 rodzina wyprowadziła się do Gdyni i zamieszkała przy ul. Słupeckiej. Ukończył Liceum Ogólnokształcące w Gdyni. Studiował elektronikę i architekturę na Politechnice Gdańskiej. W 1960 pracował jako instruktor muzyczny w gdyńskim Domu Kultury.
W 1961 stworzył amatorski zespół wokalno-instrumentalny Elektron, który w następnym roku przekształcił się w Niebiesko-Czarnych. W latach 1962–1964 odbywał służbę wojskową jako kierownik biblioteki i członek orkiestry wojskowej. W tym czasie – przebywając na przepustce wojskowej współzałożył zespół Pięciolinie, przekształcony w 1965 w Czerwone Gitary, w którym był pierwszym liderem. Napisał przeboje zespołu: „No bo ty się boisz myszy” (muzyka i tekst) oraz „Historia jednej znajomości” i „Matura” (tekst do muzyki Krzysztofa Klenczona, a także był autorem lub współautorem m.in. piosenek: „Dziewczyna z moich snów”, „Kiedy jestem sam”, „Pięć linii”, „Drzazgi w piętach”, „Czekam na twój list”, „Non-Stopowy Bigos”, „W czasie burzy”, „To ty, tylko ty”, „Long Play”, „Wesołe pająki”, „Mówisz, że kochasz mnie jak nikt”.
Po odejściu z Czerwonych Gitar u szczytu jego popularności w 1967 pozostał czynny w polskim życiu muzycznym – występował na estradzie do 1976 (m.in. z zespołami Bizony, Tajfuny i Perpetuum Mobile), komponował piosenki, był instruktorem amatorskich zespołów muzycznych (Takty i Tonsil), otworzył studio nagrań oraz organizował Kluby Popularyzacji Muzyki Młodzieżowej. Następnie rozpoczął pracę w charakterze prezentera dyskotekowego, którą wykonywał przez 15 lat.
Po powrocie Czerwonych Gitar na estradę w 1991 znalazł się w zespole ponownie, jako gitarzysta i wokalista. Był współautorem książki Czerwone Gitary to właśnie my! (1992). Odszedł z zespołu w 1993 wskutek konfliktu z Sewerynem Krajewskim. W 1999 ponownie znalazł się w składzie zespołu Czerwonych Gitar. Na płycie zespołu pt. Jeszcze raz (2015) znalazła się jego piosenka „Kocham dwie dziewczyny”, którą napisał w 1965.
Ze względu na poważne problemy zdrowotne w maju 2015 zaprzestał koncertowania z Czerwonymi Gitarami, jednak po roku powrócił na scenę. Po raz ostatni zagrał 21 listopada 2016 w Filharmonii Bałtyckiej w Gdańsku.
Zmarł 7 stycznia 2017 w Gdyni, pochowany 12 stycznia 2017 na cmentarzu Witomińskim (kwatera 94-1-3).

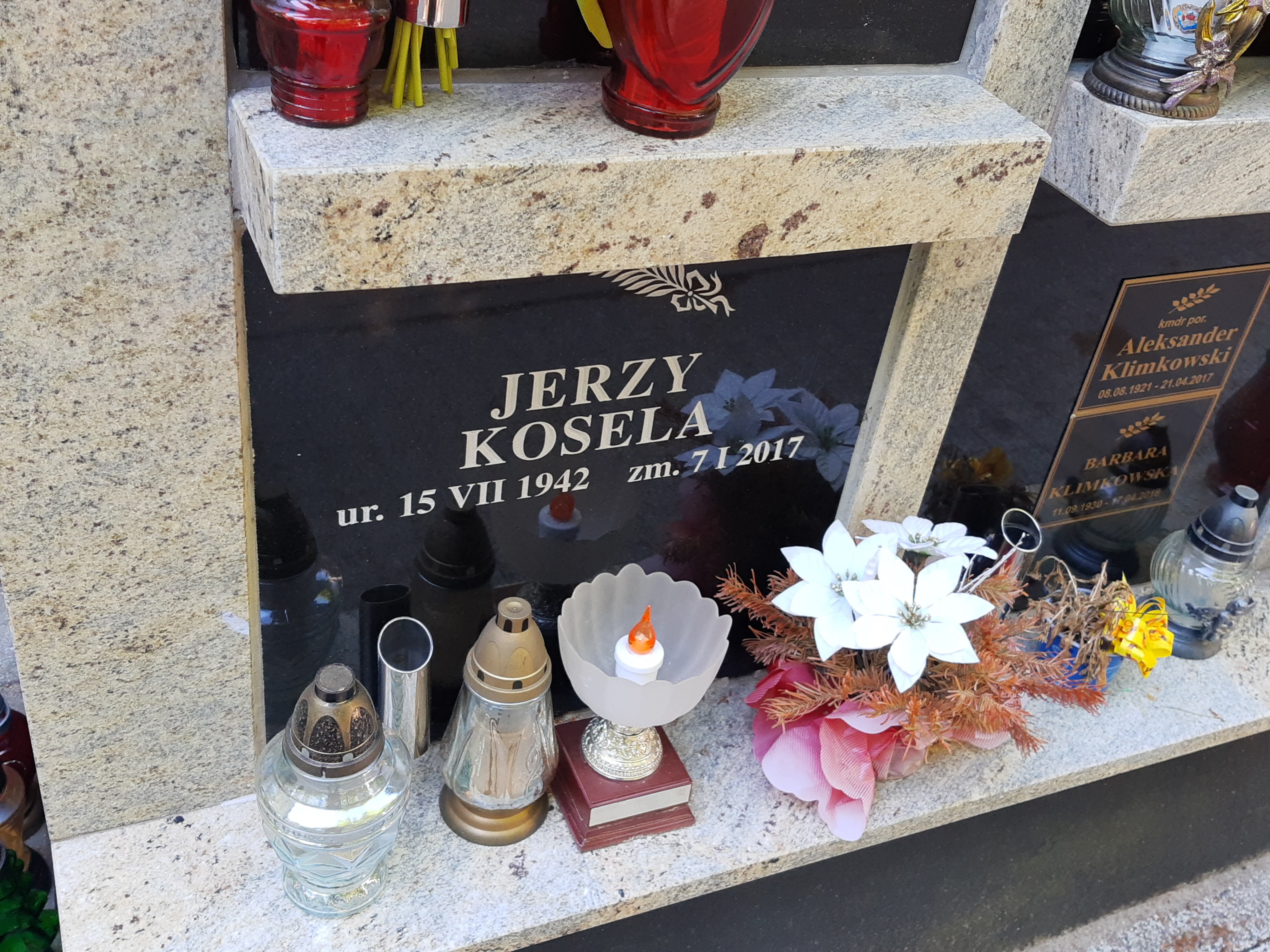
Grób Jerzego Kosseli na cmentarzu Witomińskim

W 1972 ożenił się z Janiną „Janą” Kras, modelką i pierwszą polską didżejką.

## Odznaczenia i nagrody
- Brązowy Medal „Zasłużony Kulturze Gloria Artis” (3 marca 2010)[18]
- Nagroda Prezydenta Miasta Gdańska w Dziedzinie Kultury z okazji 50-lecia narodzin polskiego rock'n'rolla (2010)[19]
- Nagroda Prezydenta Miasta Gdańska w Dziedzinie Kultury z okazji jubileuszu 50-lecia Czerwonych Gitar (2015)[19]